# Shin Seung HunⅥ
Shin Seung HunⅥ는 신승훈의 6번째 정규앨범이며, 1998년 2월 1일 발매됐다. 이는 또한 신승훈이 본인의 전 소속사에서 내는 마지막 앨범이기도 하다.

## 음반
약 18개월만에 발표한 6집은 IMF의 광풍 속에 발표된 앨범이다. 신승훈 본인이 직접 작사, 작곡, 편곡, 디렉팅, 프로듀싱까지 도맡아하며 앨범 완성도를 높이기 위해 각고의 노력을 기울인 6집 앨범은 IMF의 경제위기 속에서도 날개 돋친 듯 팔려 나가면서 밀리언 셀러와 스테디 셀러를 둘다 만족시키는 결과를 이뤄냈다. 이와 함께 총 누적판매량 텐밀리언셀러(1000만장)를 기록하며 아시아 최단기간이라는 기록으로 빌보드지 인터내셔널 라인의 표지를 장식하게 된다. 비공식적으로는 이미 선배가수 조용필이 먼저 1000만장을 넘었다는 이야기도 있으나, 공식적으로는 신승훈이 아시아 최단기간, 대한민국 최초로 정규앨범 판매량 1000만장을 돌파했다고 인정받고 있다. 특히 타이틀곡 〈지킬 수 없는 약속〉은 R&B 드럼 패턴에 바이올린과 첼로, 피아노 선율이 그의 목소리와 조화를 이루면서 절제된 감정으로 인한 애절함을 잘 표현하여 대중들의 사랑을 받았다. 또한 〈고개 숙인 너에게〉는 마이클잭슨, 스티비원더 등 세계적인 팝스타의 코러스를 맡은 흑인 여성 4인조팀의 하모니로 곡의 후반부를 장식해 주목을 끌었으며, IMF라는 경제위기로 힘들어하는 사람들에게 용기를 주는 노래가 되었다. 이 곡은 미국에서 녹음할 당시 현지의 정평난 음악관계자들에게 호평을 받았으며, 그들로부터 자신들의 가수에게 이 곡을 부르게 하고 싶다는 제의를 받아 화제가 되었다. 한편 신승훈은 1998년 7월 탈세혐의 관련 뉴스가 보도되면서 검찰조사를 받았으나, 그 당시 소속사였던 '라인음향'의 엉터리 회계 처리로 인해 벌어진 일이라는 것이 밝혀지면서 7개월만에 억울한 누명을 벗고 무혐의로 불기소 처분되었다. 이 사건을 계기로 그는 데뷔시절부터 함께해 왔던 소속사 '라인음향'과 결별 수순을 밟았다. 이 억울한 사건은 그와 그의 팬들에게 크나큰 상처를 안겨 주었으나, 동시에 신승훈과 그의 팬들 사이를 믿음으로 더욱 끈끈하게 만들어주는 계기가 되기도 하였다. 그 예로, 당시 사건이 Feel 콘서트 전국투어의 마지막인 서울 앵콜 콘서트를 남겨둔 시점에서 터지는 바람에 콘서트 개최 여부를 두고 말이 많았으나, 팬들과의 약속을 지키겠다는 신승훈의 확고한 의지로 콘서트 명을 《'98 Faith 콘서트》로 바꾸어 강행하였다. 3일동안 진행된 이 Faith 콘서트에서 팬들은 신승훈에 대한 믿음 하나로 취소표 하나없이 객석을 가득 채웠고, 신승훈과 그의 팬들이 서로에게 큰 감동을 받으면서 공연은 성공적으로 마무리되었다.

## 수록곡
전체 작곡: 신승훈
| #             | 제목                                       | 작사            | 재생 시간 |
| ------------- | ------------------------------------------ | --------------- | --------- |
| 1.            | 〈지킬 수 없는 약속〉                      | 신승훈          | 4:37      |
| 2.            | 〈고개 숙인 너에게〉                       | 신승훈          | 5:34      |
| 3.            | 〈세상에서 가장 아름다운 사랑〉            | 신승훈          | 3:49      |
| 4.            | 〈무너진 사랑앞에서〉                      | 심현보          | 4:10      |
| 5.            | 〈우연한 만남〉                            | 신승훈          | 4:15      |
| 6.            | 〈오래된 사랑의 끝〉                       | 심현보          | 3:36      |
| 7.            | 〈인연〉                                   | 심현보          | 4:31      |
| 8.            | 〈실수〉                                   | 신승훈 • 한경혜 | 4:16      |
| 9.            | 〈꿈속의 그대〉                            | 신승훈          | 4:08      |
| 10.           | 〈나의 하루〉                              | 한경혜          | 4:08      |
| 11.           | 〈오래된 사랑의 끝 (Bonus Disco Version)〉 | 심현보          | 3:51      |
| 총 재생 시간: | 총 재생 시간:                              | 총 재생 시간:   | 46:55     |

## 제작진
- All Arranged by : 신승훈, 김우진
- All Synth : 김우진
- Computer Programming : 김영수, 이유민
- Acoustic Piano : 김광민 (나)
- Electric Guitar : Sam Lee
- Dist Guitar : 김세황 (꿈속의 그대)
- Acoustic String & Ensemble : 심상원 외 11명
- Chorus : 신승훈, 조규찬, 김태영, 신해옥, 장숙희, 정여진, Gary Taylor, Brideette Bryant, Jessica Williams, Maxi Anderson, Alex Brown, Keith Fiddnont, Michael Dickerson, Wil Wheaton
- Engineered & Mixed : 도정희
- Assist Engineer : 정기홍
- Recording Studio : Seoul Studio, Skip Seller Studio